# Alchemilla sirjaevii
Alchemilla sirjaevii är en rosväxtart som beskrevs av A. Plocek. Alchemilla sirjaevii ingår i släktet daggkåpor, och familjen rosväxter. Inga underarter finns listade i Catalogue of Life.